# 79
79（七十九、ななじゅうきゅう、ななじゅうく、しちじゅうく、ひちじゅうく、ななそじあまりここのつ）は自然数、また整数において、78の次で80の前の数である。

## 性質
- 79は22番目の素数である。1つ前は73、次は83。
  - 約数の和は80。
- 1/79 = 0.0126582278481… (下線部は循環節で長さは13)
  - 逆数が循環小数になる数で循環節が13になる2番目の数である。1つ前は53、次は106。
- 79 = 79 + 0 × i (iは虚数単位)
  - a + 0 × i (a > 0) で表される12番目のガウス素数である。1つ前は71、次は83。
- 10進数表記において桁を入れ替えても素数となる7番目のエマープである。(79 ←→ 97) 1つ前は73、次は97。
- 7 と 9 を使った最小の素数である。次は97。ただし単独使用を可とするなら1つ前は7。(オンライン整数列大辞典の数列 A020471)
  - 79…9 の形の最小の素数である。次は79999。(オンライン整数列大辞典の数列 A093947)
  - 7…79 の形の最小の素数である。次は7…(69個の7)…79。(オンライン整数列大辞典の数列 A093404)
  - 7,9 からできるどの2桁の整数もすべて素数となる9番目の数である。ただし2桁では最大、1つ前は37、次は113。(オンライン整数列大辞典の数列 A258706)
- 3m − 1 (6m − 1)型の素数と 3m + 1 (6m + 1)型の素数の個数が同じになる6番目の数である。1つ前は43、次は163。(オンライン整数列大辞典の数列 A098044)
- 19個の4乗数の和で表すことができるが、それ以下の和では表せない。(ウェアリングの問題)
  - 79 = 4 × 24 + 15 × 14
- 6番目の 8n − 1 型の素数である。この類の素数は x2 − 2y2 と表せるが、79 = 92 − 2 × 12 である。1つ前は71、次は103。
- 79 = (7 + 9) + (7 × 9)
  - 各位の和と各位の積を加えてできる7番目の数である。１つ前は69、次は89。(オンライン整数列大辞典の数列 A038364)
- 各位の和が16になる最小の数である。次は88。
  - 各位の和が n になる最小の数である。1つ前の15は69、次の17は89。(オンライン整数列大辞典の数列 A051885)
  - 各位の和が16になる数で素数になる最小の数である。次は97。(オンライン整数列大辞典の数列 A106757)
- 各位の平方和が130になる最小の数である。次は97。(オンライン整数列大辞典の数列 A003132)
  - 各位の平方和が n になる最小の数である。1つ前の129は188、次の131は179。(オンライン整数列大辞典の数列 A055016)
- オイラーの発見した素数生成式 {\displaystyle f(n)=n^{2}+n+p} {\displaystyle (p=} 2, 3, 5, 11, 17, 41){\displaystyle (0\leqq n\leqq p-2)} で表すことができない最小の素数である。次は103。
- 79 = 27 − 72
  - n = 7 ときの 2n − n2 の値とみたとき1つ前は28、次は192。(オンライン整数列大辞典の数列 A024012)
    - 2n − n2 で表せる2番目の素数である。1つ前は7、次は431。(オンライン整数列大辞典の数列 A075896)
- 79 = 72 + 52 + 32 − 22
  - n = 2 のときの 7n + 5n + 3n − 2n の値とみたとき1つ前は13、次は487。(オンライン整数列大辞典の数列 A135167)
- 79 = 92 − 2
  - n = 2 のときの 9n − n の値とみたとき1つ前は8、次は726。(オンライン整数列大辞典の数列 A024102)
- 79 = 43 + 42 − 1
  - n = 4 のときの n3 + n2 − 1 の値とみたとき1つ前は35、次は149。(オンライン整数列大辞典の数列 A003777)
- n = 7 のときの n と n + 2 を並べた数である。1つ前は68、次は810。(オンライン整数列大辞典の数列 A032607)

## その他 79 に関すること
- 原子番号 79 の元素は金 (Au)。
- 第79代天皇は六条天皇。
- 年始から数えて79日目は3月20日、閏年は3月19日。
- 日本の第79代内閣総理大臣は細川護熙。
- 第79代ローマ教皇はアガト（在位：678年6月27日～681年1月10日）である。
- 日本のアニメ作品「機動戦士ガンダム」の舞台になったのは宇宙世紀0079。
- クルアーンにおける第79番目のスーラは引き離すものである。
- 『なな→きゅう』は、日本の文化放送で放送されている朝のワイドラジオ番組。午前7時から9時まで（79）放送されているのが番組名の由来。